# Ronny van Poucke
Ronny van Poucke (IJzendijke, 10 februari 1957 – IJzendijke, 3 oktober 2016) was een Nederlandse voetballer. Hij speelde gedurende zijn hele carrière in België bij onder andere RSC Anderlecht. Daarnaast kwam hij zeven keer uit voor Jong Oranje, waarvoor hij een keer scoorde.

## Carrière
Van Poucke sloot zich in zijn jeugd aan bij de plaatselijke voetbalclub VV IJzendijke. In 1973 haalde RSC Anderlecht de toen zestienjarige aanvaller naar België en bracht hem onder bij het tweede elftal. In 1975 organiseerde Anderlecht een afscheidswedstrijd voor clubicoon Paul Van Himst. In die wedstrijd nam RSC Anderlecht het op tegen een wereldelftal bestaande uit onder anderen Johan Cruijff, Pelé, Franz Beckenbauer en Eusébio. In de galawedstrijd mocht Van Poucke twintig minuten voor het einde invallen. Het was zijn officieuze debuut in het eerste elftal van RSC Anderlecht. In de competitie mocht de aanvaller voor het eerst invallen in een wedstrijd tegen RFC Liégeois.
Een jaar later kreeg hij iets meer speelkansen, met onder meer drie basisplaatsen. In de aanvalslinie liepen op dat moment onder anderen Robbie Rensenbrink, Attila Ladinszky en Peter Ressel. Trainer Goethals was erom gekend niet snel jeugdspelers een kans te geven.
Uiteindelijk bleef het vooral bij invalbeurten. Van Poucke maakte in 1976 en 1978 eindwinst mee in de Europacup II. In 1977 stond hij in een verloren finale tegen Hamburger SV. Ook won hij tweemaal de Belgische nationale beker. In 1978 kwam hij terecht bij KV Kortrijk. Hij werd hier meteen een vaste waarde en was goed voor 11 doelpunten. De club eindigde het seizoen op de laatste plaats. Van Poucke degradeerde niet mee, want hij vertrok in 1979 naar Lierse SK. Hij speelde er in de spits met Erwin Vandenbergh, die dat seizoen voor het eerst topscorer werd. Gescheurde enkelbanden waren het begin van een lijdensweg dat seizoen.
In 1980 verliet Van Poucke Lierse en ging hij aan de slag bij KSV Waterschei Thor. Hij kwam er minder vaak aan spelen toe, maar was wel goed voor 8 doelpunten. Op het einde van het seizoen vertrok hij opnieuw. Ditmaal ging hij voetballen voor Beerschot VAV, dat toen in de Tweede klasse speelde. Hij maakte droeg dat jaar in de eindronde met drie doelpunten bij aan het bewerkstelligen van een promotie. In zijn laatste seizoen speelde hij zes keer. In 1984 vertrok de toen 27-jarige Nederlander naar RAA Louviéroise. Op dat moment speelde de club uit Henegouwen in de Derde klasse. Van Poucke nam voorgoed afscheid van het hoogste niveau en bleef tot 1988 in La Louvière.
Ten slotte speelde hij nog 4 seizoenen voor KFC Avenir Lembeek en 2 seizoenen voor Sporting Ternat, waar hij leed aan een knieblessure. In 1994 stopte hij definitief met zijn loopbaan als voetballer.
Van Poucke werd in 2012 trainer van de voetbalsters van IJzendijke. In zijn tweede seizoen promoveerde hij met het team naar de Eerste klasse. In april 2014 stapte hij op bij de club.
Ronny van Poucke overleed in 2016 op 59-jarige leeftijd.